# Akcja Wyzwolenia Narodowego

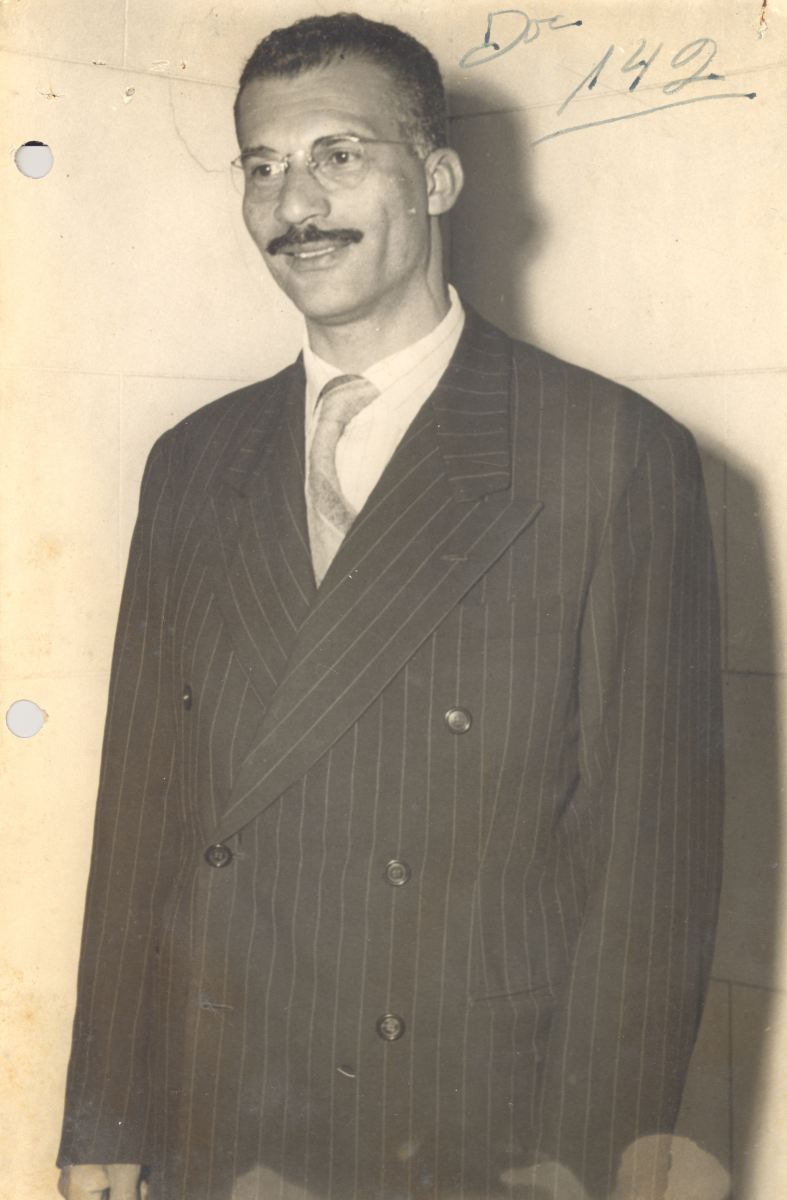
Carlos Marighella

Akcja Wyzwolenia Narodowego (port. Ação Libertadora Nacional, ALN) – grupa miejskiej partyzantki z Brazylii.

## Historia
Założona w 1967 lub 1968 roku. Jej założycielami był Carlos Marighella i grupa rozłamowców z Brazylijskiej Partii Komunistycznej (PCB). Celem formacji było obalenie rządzącej w kraju dyktatury wojskowej. ALN prowadziła działalność terrorystyczną obejmującą ataki na garnizony wojskowe, napady na banki i zamachy bombowe. Formacja miała też na koncie porwania zagranicznych ambasadorów. W 1969 roku rewolucjoniści porwali ambasadora amerykańskiego Charlesa Burke'a Ellbrick'a i zachodnioniemieckiego Ehrefrieda Von Hollebena. Dyplomaci zwolnieni zostali po spełnieniu żądań wysuniętych przez ALN (wypuszczenie na wolność grupy więźniów politycznych i zapłacenie okupu). W 1969 roku Marighella został zastrzelony przez siły rządowe. Organizacja do 1974 roku została całkowicie rozbita. Pojmani członkowie grupy nierzadko byli poddawani torturom i zabijani.
Okazjonalnie współpracowała z Ruchem Rewolucyjnym 8 Października (MR-8).

## Ideologia
Była grupą komunistyczną.